# Carl Treschow
Carl Adolph Rothe Treschow (født 24. januar 1839 på Brahesborg, død 15. maj 1924 i København) var en dansk godsejer, bror til Christian og Frederik Treschow
Han var søn af Frederik Treschow og Andrea født Bjørn Rothe, blev 1857 student (privat dimitteret) og tog april 1863 slesvigsk juridisk eksamen. Treschow blev 1864 (titulær) jægermester, 1870 eforus for De Treschowske Legater og arvede 1871 Brahesborg, som han 1911 overdrog til sin søn Frederik Wilhelm Treschow. Han var 1880-1909 medlem af Odense Amtsråd.
Han blev 1873 kammerherre, 8. februar 1886 Ridder af Dannebrogordenen, 8. april 1898 Dannebrogsmand, 27. januar 1908 Kommandør af 2. grad og 19. juni 1922 Kommandør af 1. grad.
5. november 1864 ægtede han på Store Frederikslund Henriette Sophie Margethe komtesse Rantzau (3. juni 1844 - 10. juni 1911 på Brahesborg), datter af lensgreve Carl Frederik Rantzau og Caroline født Worsaae. Parret fik en datter, Benny Caroline Andrea Sophie Treschow (1865-1952), som blev gift med H.C.F.W. Cederfeld de Simonsen, og eftersom hendes bror Frederik Wilhelm Treschow døde barnløs, gik Brahesborg over til slægten Cederfeld de Simonsen.